# Edward Tatum
Edward Lawrie Tatum (Boulder, 14 de dezembro de 1909 — Nova Iorque, 5 de novembro de 1975) foi geneticista norte-americano.

## Vida
Tatum, filho do professor de Farmacologia Arthur Lawrie Tatum, cursou a faculdade na Universidade de Chicago, onde estudou microbiologia e bioquímica e depois na Universidade de Wisconsin. Em Wisconsin, ele recebeu seu Ph. D. em bioquímica em 1934 com uma tese sobre nutrição e metabolismo das bactérias. A partir de 1937, ele conduziu pesquisas na Universidade de Stanford (a partir de 1941 como professor assistente) e trabalhou aqui com o geneticista George Wells Beadle.
A partir de 1945, ele trabalhou como professor assistente de botânica e microbiologia na Universidade de Yale com Joshua Lederberg e provou o evento de conjugação em 1946. Em 1948, ele voltou para Stanford e trabalhou lá novamente como professor de biologia com Beadle. Em 1957 ele foi para a Universidade Rockefeller.
Em 1958, ele e Beadle receberam o Prêmio Nobel de Fisiologia ou Medicina "pela descoberta de que os genes são eficazes regulando certos processos químicos". A outra metade do Prêmio Nobel foi para seu outro colega Lederberg. Em 1952, Tatum foi eleito para a Academia Nacional de Ciências, em 1957 para a Sociedade Filosófica Americana e em 1959 para a Academia Americana de Artes e Ciências.

## Prêmios e homenagens
- 1959, Membro da Academia Americana de Artes e Ciências.[3]
- 1958, Prêmio Nobel de Fisiologia ou Medicina (com George Beadle e Joshua Lederberg) por mostrar que os genes controlam etapas individuais no metabolismo.
- 1957, Membro, Sociedade Filosófica Americana.[4]
- 1952, Membro, Academia Nacional de Ciências dos Estados Unidos.